# Esther Edwards Burr

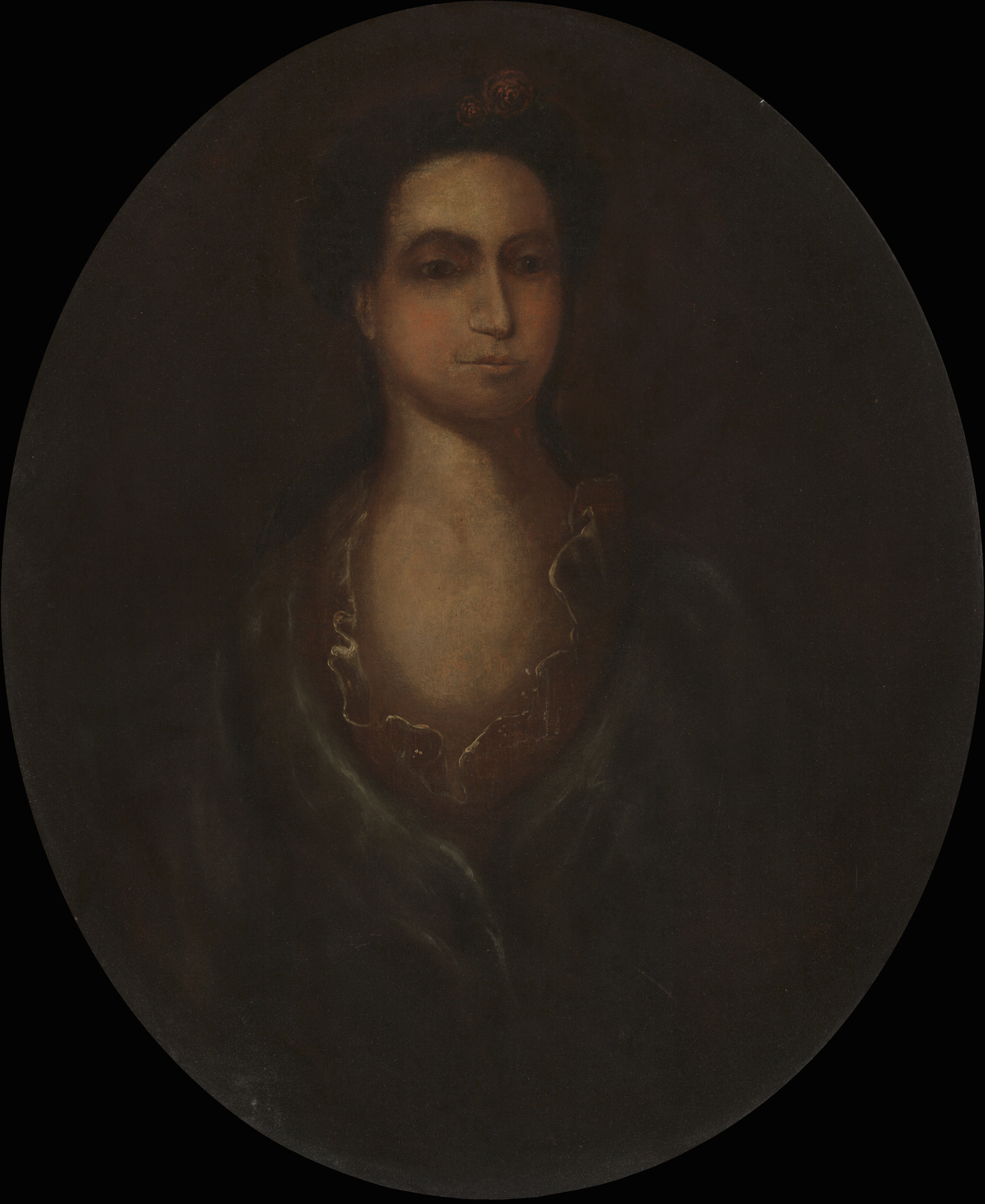
Esther Edwards Burr

Esther Edwards Burr (geboren am 13. Februar 1732 in Northampton, Massachusetts; gestorben am 7. April 1758 in Princeton, New Jersey) war die Tochter von Jonathan Edwards, des berühmtesten amerikanischen Theologen seiner Zeit, Ehefrau von Aaron Burr, Sr., des Präsidenten des College of New Jersey und Mutter von Aaron Burr, Jr., später Vizepräsident der USA. Für die amerikanische Geschichts- und Literaturwissenschaft ist ihr Tagebuch von Interesse, das sie 1754 bis 1757 führte.

## Leben
Esther Edwards war das drittälteste der elf Kinder von Jonathan Edwards und seiner Frau Sarah Pierrepont und wuchs zunächst in der Gemeinde Northampton auf, in der ihr Vater bis 1750 die Pfarre innehatte. Nach einem Zerwürfnis mit der Gemeinde siedelte die Familie 1751 in die Frontier-Siedlung Stockbridge im äußersten Westen von Massachusetts um. 1752 heiratete sie den presbyterianischen Geistlichen Aaron Burr, Präsident des College of New Jersey (der heutigen Princeton University) und hatte als dessen Gattin nicht nur häusliche, sondern auch zahlreiche repräsentative Pflichten. Sie starb 1758, ein Jahr nach dem Tod ihres Gatten und nur einen Monat nach dem Tod ihres Vaters, der nach Princeton gekommen war, um Burrs Nachfolger als Präsident des College zu werden.
Für die amerikanische Geschichts- und Literaturwissenschaft von Bedeutung sind ihre erstmals 1901 herausgegebenen Tagebücher, die zahlreiche Einblicke in das Leben der späten Kolonialzeit geben und zugleich ein Zeugnis ihrer literarischen Ambitionen sind. Wie auch das frühere Journal von Sarah Kemble Knight ist es von besonderem Interesse für die Frauen- und Genderforschung, da es eines der wenigen von Frauen verfassten Dokumente dieser Art aus der Kolonialzeit ist. Der Großteil ihres Journal ist kein Tagebuch im Sinne eines rein privates Selbstzeugnisses, sondern als Korrespondenz mit einer weiteren Tagebuchschreiberin, ihrer Jugendfreundin Sarah Prince in Boston, im Journal stets apostrophiert als „Fidelia“; Princes Antworten waren an „Burrissa“ gerichtet. 

## Ausgaben des Tagebuchs
- Jeremiah Eames Rankin (Hrsg.): Esther Burr’s Journal. Howard University Print, Washington, D. C. 1901 (Digitalisat).
- Carol F Karlsen, Laurie Crumpacker (Hrsg.): The Journal of Esther Edwards Burr, 1754–1757. Yale University Press, New Haven 1984, ISBN 0-300-03750-3.

## Sekundärliteratur
- Laurie Crumpacker: Esther Burr’s Journal, 1754–1757: A Document of Evangelical Sisterhood. Boston, MA 1978, OCLC 4162162 (Dissertation Boston University 1978, 432 Seiten).

| Personendaten    | Personendaten              |
| ---------------- | -------------------------- |
| NAME             | Burr, Esther Edwards       |
| KURZBESCHREIBUNG | Tagebuchschreiberin        |
| GEBURTSDATUM     | 13. Februar 1732           |
| GEBURTSORT       | Northampton, Massachusetts |
| STERBEDATUM      | 7. April 1758              |
| STERBEORT        | Princeton, New Jersey      |